# 勒蘇爾縣
勒蘇爾縣（英語：Le Sueur County）是美國明尼蘇達州南部的一個縣，西鄰明尼蘇達河。面積1,227平方公里。根據美國2000年人口普查，共有人口25,426人。縣治勒申特 (Le Center)。
成立於1853年3月5日，縣名紀念商人、探險家皮埃爾-夏爾·勒蘇爾 (Pierre-Charles Le Sueur)。